# Elio Vittorio Belcastro
Elio Vittorio Belcastro (Grotteria, 14 gennaio 1954) è un politico italiano.

## Biografia
Laureato in giurisprudenza; nel 1994 viene eletto consigliere comunale a Rizziconi per Forza Italia, restando in carica fino al 1998. 
Dal 2003 al 2005 è sindaco di Rizziconi. Alle elezioni regionali del 2005 è stato candidato per il Nuovo PSI, senza essere eletto. In seguito ha aderito all'MpA, che lo ha candidato alle elezioni politiche del 2006 nella lista congiunta con la Lega Nord, nelle quali non risulta eletto. Diventa poi coordinatore regionale del movimento in Calabria.
È eletto deputato alle elezioni politiche del 2008 per la lista del MpA in Calabria. Nel 2010 aderisce al nuovo partito Noi Sud e partecipa alla formazione del gruppo parlamentare di Iniziativa Responsabile presso la Camera dei deputati a sostegno del governo Berlusconi IV.
Nel maggio del 2011, durante un servizio della trasmissione televisiva Le Iene, dà uno schiaffo all'inviato Pif che gli aveva consegnato un biglietto diffamatorio nei suoi confronti.
Il 28 luglio 2011 è nominato Sottosegretario di Stato al Ministero dell'Ambiente e della Tutela del Territorio e del Mare del Governo Berlusconi IV.
Poco dopo la sua nomina è stato attaccato dalla stampa per essersi rifiutato, durante un'intervista con Giuseppe Cruciani, di provare a definire che cosa fosse il protocollo di Kyoto o il pm10.
Il 3 novembre 2011 abbandona il gruppo parlamentare di Popolo e Territorio per aderire al Gruppo misto della Camera, dichiarando di voler comunque sostenere il Governo Berlusconi IV. Il 7 novembre 2011 Belcastro fonda con altri due deputati di Noi Sud, Arturo Iannaccone e Americo Porfidia, la componente "Noi per il Partito del Sud - Lega Sud Ausonia (Grande Sud)".
Non è ricandidato alle elezioni politiche del 2013, concludendo così l'esperienza parlamentare.